# Myrtrappmossa
Myrtrappmossa (Anastrophyllum sphenoloboides) är en levermossart som beskrevs av Rudolf Mathias Schuster. Myrtrappmossa ingår i släktet trappmossor, och familjen Lophoziaceae. Enligt den finländska rödlistan är arten starkt hotad i Finland. Enligt den svenska rödlistan är arten otillräckligt studerad i Sverige. Arten förekommer i Övre Norrland. Artens livsmiljö är våtmarker i fjällen (myrar, stränder, snölegor).